# ファニア・オールスターズ
ファニア・オールスターズ（Fania All-Stars）は、ニューヨークのラテン音楽専門レーベルであるファニア・レコード所属のスター・アーティストによるオールスター・サルサ・グループ。
「オールスターズ」の名から分かるように、パーマネント・バンドではなく、メンバーが固定されている訳ではないが、多くのヒット・レコードを制作し、また、米大陸以外でのコンサート活動も行い、1970年代のサルサ音楽の隆盛に大きな役割を果たした。
また、このグループ名は日本のロック・バンド「サザンオールスターズ」や、邦楽・ジャズ・ロックの混成バンドで、邦楽囃子方仙波流家元で元THE SQUAREの仙波清彦率いる「はにわオールスターズ」の名前の由来となっている。

## 来歴
1968年にファニア・レコード主宰のジョニー・パチェーコによって結成された。
メンバーには指揮のパチェーコ以下、ファニア在籍のウィリー・コローン、エディ・パルミエリ、セリア・クルース、イスマエル・ミランダ、レイ・バレット、チャーリー・パルミエリ、ティト・プエンテ、ピート・エル・コンデ・ロドリゲス、ルベン・ブラデス、チェオ・フェリシアーノ、ラリー・ハーロウ、エクトル・ラボー、ホセ・チャオ・フェリシアノ、レイナルド・ホルヘ、アダルベルト・サンティアゴ、ヨモ・トロ、ルイス・カーン等がいた。
1971年にクラブ・チーターで行われたオールスターズのライブは伝説として語られる事が多く、世界中でサルサ・ムーブメントが起こった。日本ツアーも1972年に実現している。

## ディスコグラフィ

### スタジオ・アルバム
- A Tribute to Tito Rodriguez (1976年、Fania)
- 『デリケイト&ジャンピィ』 - Delicate and Jumpy (1976年、Columbia)
- Rhythm Machine (1977年、Columbia)
- Spanish Fever (1978年、CBS)
- Cross Over (1979年、CBS)
- California Jam (1980年、Música Latina)
- Commitment (1980年、FNA)
- Latin Connection (1981年、Fania)
- Social Change (1981年、Fania)
- Lo que pide la gente (1984年、StyllaPhone)
- Viva la charanga (1986年、Sterns)
- Bamboleo (1988年、Caliente)
- Guasasa (1989年、Fania)
- Bravo 97 (1997年、Sony International)

### ライブ・アルバム
- Live at the Red Garter, Vol. 1 (1968年、Fania)
- Live at the Red Garter, Vol. 2 (1969年、Fania)
- 『ライヴ・アット・ザ・チーター』 - Live at the Cheetah, Vol. 1 (1972年、Fania)
- Live at the Cheetah, Vol. 2 (1972年、Fania)
- Fania All Stars, San Juan 73 (1973年、Fania)
- Latin-Soul-Rock (1974年、Fania)
- Fania All-Stars (1975年、Island)
- Live at Yankee Stadium, Vol. 1 (1976年、Fania)
- Live at Yankee Stadium, Vol. 2 (1976年、Fania)
- Live (1978年、Fania)
- Habana Jam (1979年、Fania)
- 『ファニア・オールスターズ・イン・ジャパン』 - Fania All-Stars in Japan (1976年、Fania)
- Live in Africa (1986年、Fania)
- 『ライヴ・イン・プエルトリコ1994』 - Live in Puerto Rico (1995年、Fania)
- Viva Colombia (1997年、Fania)

### 映像作品
- 『アワ・ラテン・シング - ヌエストラ・コサ』 - Our Latin Thing (Nuestra Cosa Latina) (1972年、Fania)

　　＊2021年7月、音楽評論家ピーター・バラカンが監修した音楽映画祭「Peter Barakan’s Music Film Festival」で上映された。
- Salsa (1974年、Fania)
- In Africa (1993年、Fania)
- Live (1995年、Fania)